# Testa di Tell Brak
La testa di Tell Brak è un'importante scultura preistorica mediorientale del periodo di Uruk, rinvenuta sullantico sito di Tell Brak in Siria. È parte della collezione del British Museum dal 1939. La testa è stata datata a prima del 3300 a.C. ed è considerato uno dei busti che ritraggono una persona più antichi del Medio Oriente.

## Scoperta

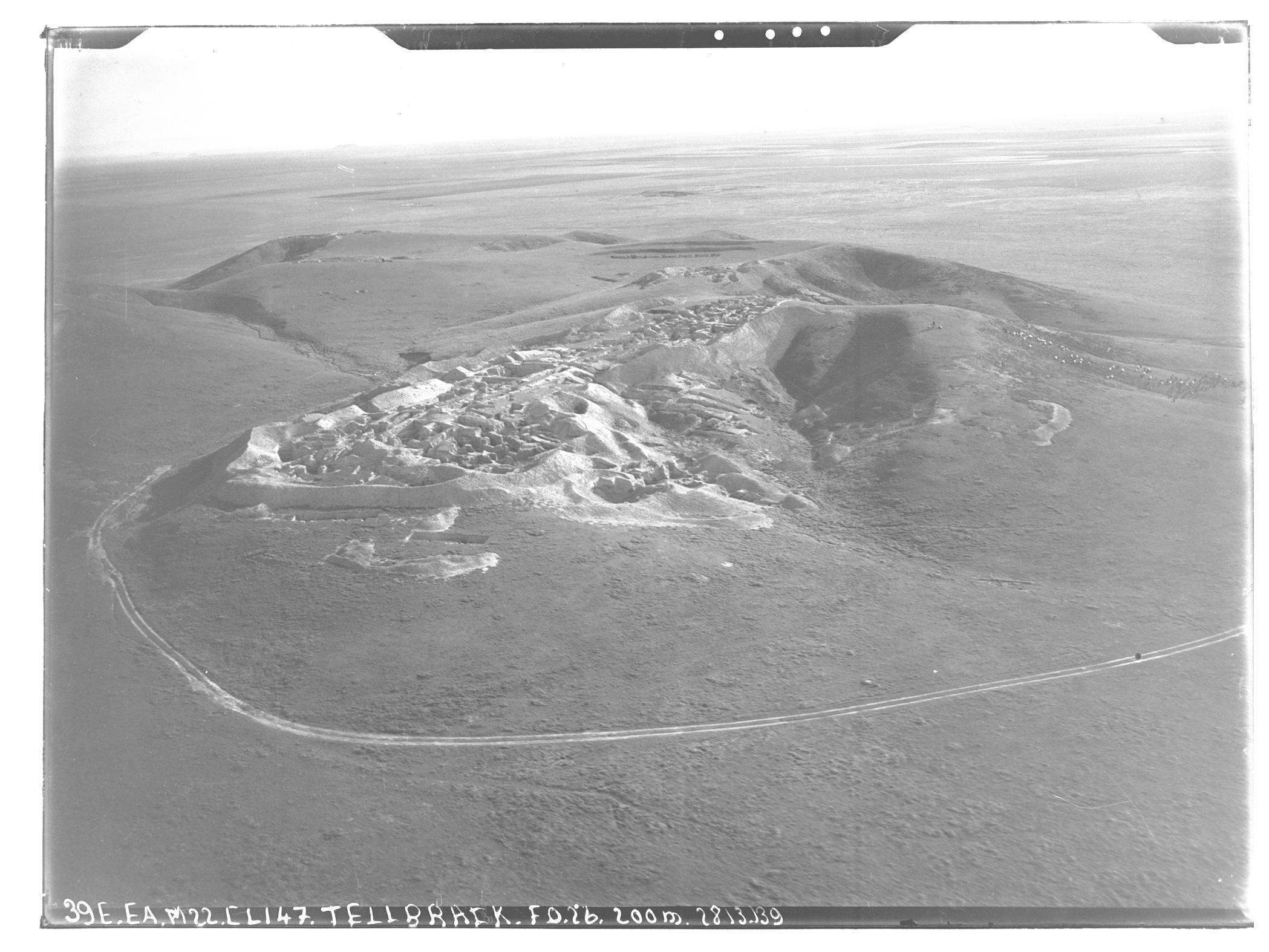
Sito di Tell Brak nel 1939

La scultura è stata scoperta durante gli scavi effettuati alla fine degli anni '30 dall'eminente archeologo britannico sir Max Mallowan a Tell Brak, nel nord-est della Siria. Venne rinvenuta nel cosiddetto Tempio dell'Occhio nel 1938, dove nel tempo si erano accumulati un gran numero di offerte agli dei. Il tempio, costruito intorno al 3500–3300 a.C., prende il nome dalle centinaia di piccoli idoli con occhi in alabastro incorporati nel mortaio usato per la costruzione del tempio. Molti degli idoli più importanti sono stati derubati nell'antichità, ma questa testa di pietra è stata scoperta all'interno di un tunnel usato da antichi ladri che passa sotto i resti di templi precedenti.

## Descrizione
La testa di Tell Brak è scolpita nel gesso, anche se originariamente era considerata di alabastro, e sembra indossare un copricapo. Il viso è allungato,  con grandi occhi a mandorla, orecchie tonde e una bocca piccola, dalle labbra marcate e piegata da un sorriso. Come molte altre sculture mesopotamiche, il naso si congiunge con le sopracciglia. È stato difficile determinare se la figura rappresenti una divinità o un fedele. Una sottile depressione verticale nella parte posteriore della testa, con fori su entrambi i lati, suggerisce che un tempo la testa fosse fissata mediante dei chiodi a un'asta e utilizzata durante cerimonie religiose. Non sono state trovate altre sculture simili sul sito e ci sono pochissime altre rappresentazioni di questo periodo nella regione che sono paragonabili alla testa di Tell Brak.